# Dan Taulapapa McMullin
Dan Taulapapa McMullin (nascido em 23 de maio de 1957) é artista da Samoa Americana, trabalha com poesia, artes visuais e cinema. Seus principais temas são a herança indígena samoana e sua identidade de gênero fa'afafine. McMullin cria obras literárias e artísticas há mais de 35 anos e recebeu diversos prêmios, bolsas e subsídios. Trabalha em uma variedade de estilos literários e modos de artes visuais. Na vida adulta, passa um tempo em Los Angeles (onde trabalhou por muitos anos), e agora mora com o companheiro em Laguna, Califórnia, e Hudson, Nova Iorque.

## Infância e educação
McMullin nasceu no Japão em uma família de militares e passou a infância na Alemanha, antes de se mudar para a Samoa Americana ainda criança, onde se criou na Ilha Tutuila, nas aldeias de Malaeloa e Leone. É descendente de samoanos, havaianos, ingleses e judeus-irlandeses, seu pai era Samuelu Sailele McMullin de Leone Tutuila e sua mãe era Lupelele Iosefa McMullin de Satuimanu'a. A casa de sua infância em Samoa foi descrita como "uma tradicional casa redonda de fale samoana com piso de pedra coral e cobertura de cana-de-açúcar, criada por sua bisavó Fa'asapa fazendo pinturas indígenas em tecido de casca de siapo". Frequentou a CalArts em sua educação inicial e mais tarde recebeu seu MFA pela Claremont Graduate University e seu bacharelado pela Universidade da Califórnia em Irvine. Passou grande parte do início de sua carreira na televisão e depois no teatro, antes de deixar essas indústrias para se concentrar na poesia e nas artes visuais. Ensinou poesia e pintura na Universidade do Pacífico Sul, no Conselho de Artes da Califórnia, no Conselho de Artes da Samoa Americana e no Conselho de Humanidades da Samoa Americana.

## Gênero e herança
A herança indígena e a identidade queer de McMullin são centrais para o seu trabalho artístico, tanto como temas como fontes de inspiração. Em uma entrevista de 2013, ao responder a pergunta sobre qual não-artista mais influencia seu trabalho, respondeu: “Meu velho, meu namorado, geralmente na cama depois de blá, blá, olhando pelas janelas para as colinas de Laguna, Califórnia, onde estamos. São em momentos como esse que estou de volta a Samoa, minha alma está; e as ideias surgem facilmente, como mangas atingindo um telhado de zinco na chuva".
McMullin se identifica como fa'afafine, um terceiro gênero samoano para o qual não existe uma tradução exata para o português, mas que é frequentemente descrito como um homem que vive como mulher. Descrevendo fa'afafine em uma declaração apresentando sua poesia e fotografia para o jornal Spectator da USC Cinema, McMullin escreve:

"A prática padrão entre os fa'afafine (MTF) e os fa'afatama (FTM) é que os parceiros sexuais sejam heterossexuais: os fa'afafine não se consideram mulheres, mas também não se identificam como homens gays. Às vezes é dito que um fa'afafine é um papel relativamente novo na sociedade samoana, começando com o advento da influência estrangeira, no entanto, o papel do fa'afafine prevalece em toda a Polinésia e é indicado por palavras indígenas como fakafafine em Tonga e mahu no leste da Polinésia . Essas palavras indígenas não têm etimologia estrangeira".
McMullin, em uma declaração em junho de 2016, disse: "Muitas vezes, nem sempre, mas muitas vezes meu trabalho olha para a sexualidade e o corpo. O corpo como memória, uma chave para nossas presenças históricas, para minha própria história e minha oratória. Há uma grande fenda e um eterno retorno ao passado, mas o passado é apenas uma forma de continuar a jornada para o futuro. Um olhar para trás como forma de navegar em direção ao que quer que meu próprio futurismo indígena defina".
McMullin escreveu narrativas pessoais refletindo sobre seu gênero e identidade indígena. Num ensaio de 2011 para o Amerasia Journal, explora o que significa ser Fa'afafine, tanto a partir de um contexto pessoal como histórico. Em um ensaio para o blog The Poetry Foundation, McMullin diz: “Identidade não é algo que reivindicamos, é algo que nos reivindica”.

## Trabalhos criativos

### Escrita
A poesia e os ensaios de McMullin foram publicados principalmente em antologias focadas na literatura LGBTQ ou indígena das Ilhas do Pacífico. A primeira coleção completa de poesia de McMullin, Coconut Milk (2013) foi nomeada na categoria geral dos dez primeiros da American Library Association, Over the Rainbow.
A poesia mais experimental de McMullin, como a poesia publicada na Poetry Magazine em 2016, muitas vezes mistura as fronteiras entre poesia, poesia visual e arte visual. Por exemplo, seu poema The Doors of the Sea:

"o pó vermelho-sangue da vida

enquanto o rosto do meu irmão
desaparecia abaixo de nós

abaixo do navio que nos transportava e à deusa

para onde não sabemos

saindo da guerra do meu avô

o cheiro de fumaça nos seguindo."
Antes da publicação de Coconut Milk, suas obras já havia sido amplamente publicadas, e suas coleções solo incluíam um livrinho de poesia, A Drag Queen Named Pipi (2004) da Tinfish Press e um livro infantil My Name is Laloifi (2005).

### Arte visual
McMullin começou a fazer artes visuais por volta de 2004, enquanto morava em Apia Samoa. Por volta de 2011 ou um pouco antes, começou a explorar o conceito de apropriação cultural da arte e cultura de Samoa, ou Tiki Kitsch, como às vezes é chamado. Muito do seu trabalho desde então foi influenciado por esta mudança. Em uma declaração artística de 2012, McMullin escreve:

"(...) olhar para a arte kitsch me fez questionar todos os meus pressupostos sobre a prática artística de Samoa e procurar significados alternativos em nossas concepções do tradicional, percebendo que meu trabalho dependia de significados apropriados e interpretações visuais errôneas ou de um emburrecimento de significado. Então comecei a fazer pinturas abstratas influenciadas pelo siapo e pela tecelagem de Samoa. Bem como pelas vidas intelectuais de muitos indígenas, mulheres e artistas fa'afafine/whakawahine que me inspiraram."
Além da pintura, McMullin também realiza um trabalho significativo em escultura, colagem, instalação e fotografia. O trabalho de McMullin foi apresentado em mais de uma dúzia de exposições individuais — incluindo instalações no Museu de Arte Nativa Contemporânea de Santa Fé (2021) e no Museu de Arte de Honolulu para a Trienal do Havaí (2022) — e em mais de 50 exposições coletivas em todos os Estados Unidos.
Em uma entrevista de 2010 como artista residente em De Young, McMullin discutiu a composição física de suas obras, bem como como as diversas mídias nas quais trabalha influenciam-se organicamente:

"No último ano, tenho trabalhado em vários meios para esculturas e instalações, incluindo gesso, terra vermelha, fibras vegetais, móveis alterados, tinta a óleo, resina e tecido. As esculturas, por sua vez, estão influenciando minhas pinturas, que já foi quase totalmente realista em sua abordagem, mas através da influência da minha escultura, agora estou incorporando formas abstratas."

### Filme
Dos muitos curtas-metragens de McMullin, Sinalela (2001) e 100 Tikis (2016) foram os mais aclamados e foram exibidos em festivais de cinema e museus internacionais, incluindo na Polinésia Francesa, França, Austrália e Nova Zelândia. Sinalela foi filmado com uma câmera portátil em Samoa e baseia-se no conto de fadas Cinderela, bem como em um conto proverbial de Samoa (a fa'agogo). 100 Tikis, filme de arte de apropriação indígena, foi exibido no Museu de Arte Moderna com Sinalela, bem como internacionalmente.

## Lista de exposições, publicações, prêmios e homenagens recentes e notáveis
Fonte

### Escrita (ficção, poesia e ensaios)
- 2022: Livro de artista The Healer's Wound: A Queer Theirstory of Polynesia publicado pela Pu'uhonua Society com Tropic Editions of Honolulu
- 2018: Samoan Queer Lives coeditado, publicado pela Huia Press, Aotearoa-Nova Zelândia
- 2016: Over My Queer Samoan Body publicado no site da The Poetry Foundation
- 2016: Pacific Islander Portfolio publicado na Poetry Magazine
- 2014: poema Tiki Manifesto publicado na antologia Huihui: Navigating Art and Literature in the Pacific pela University of Hawai'i Press[15]
- 2013: Coconut Milk, a primeira coleção completa de poesia de McMullin publicada pela University of Arizona Press[16]
- 2011: Poemas publicados em Sovereign Erotics, antologia de escritores indígenas LGBTQ
- 2010: Conto Monsieur Cochon publicado no The Contemporary Pacific pela University of Hawai'i Press[17]
- 2005: My Name is Laloifi, um livro infantil publicado pela Learning Media Limited da Nova Zelândia
- 2004: A Drag Queen Named Pipi, livro de poesia publicado pela Tinfish Press
- 2002: Conto publicado na One Story Magazine #10 (Nova York)

### Exibições de arte
- 2022: Trienal do Havaí HT22, Honolulu, HI
- 2021: Exposição Museu de Arte Contemporânea Nativa MoCNA-IAIA, Santa Fé, NM
- 2020: Hudson Eye, Hudson, NY
- 2017: Escultura Auē Away em performance Metropolitan Museum, Nova York, NY
- Bienal de Arte Pública de Los Angeles 2016, LA: Water, Los Angeles, CA (exposição coletiva)
- 2014: Universidade do Havaí Manoa, Havaí, NY
- 2011: Museu Gorman, Davis, CA
- 2010: Museu De Young, São Francisco, CA
- 2010: Museu Étnico das Ilhas do Pacífico, Long Beach, CA
- 2008: Galeria Boomali, Sydney, Austrália

### Filme
- 2016: 100 Tikis, exibido no Présence Autochone Film Festival (Montréal, Canadá) e no Wairoa Maori Film Festival e Auckland Art Gallery (Nova Zelândia)
  - 2023: Exibição de pós-doutorado do MoMA no Museu de Arte Moderna com kekahi wahi
- 2001: Sinalela, vencedor de melhor curta-metragem no Honolulu Rainbow Film Festival
  - 2002: Festival Internacional de Cinema Lésbico e Gay (São Francisco),
  - 2002: Outfest (Los Angeles)
  - 2003: Festival de Cinema de Mardi Gras (Sydney, Austrália)
  - 2023: Museu de Arte Moderna, Nova York

### Prêmios, homenagens
- 2014: Coconut Milk nomeado um dos dez melhores livros pela Over the Rainbow da American Library Association em 2013
- 2002: Sinalela ganhou o prêmio de melhor curta-metragem no Honolulu Rainbow Film Festival
- 1997: Prêmio Poetas e Escritores do The Writer's Loft
- 1989: Indicado ao Emmy da Academia de Artes e Ciências Televisivas da região de Los Angeles

### Residências, bolsas
- Residências Artísticas em Artes e Humanidades na Samoa Americana
- Artista residente do De Young Museum
- Festival de Artes Indígenas dos Jogos Gays
- Bolsa de dramaturgos Jerome
- Residência Artística PIKO da Fundação Keomailani
- Residência Artística do Conselho de Artes da Califórnia
- Residência de Escritores e Residência Artística da Universidade do Pacífico Sul no Oceania Center for the Arts USP
- Centro Macmillan Brown para Estudos do Pacífico, Pesquisa Acadêmica de Residência na Universidade de Canterbury
- Artista residente do Instituto de Tecnologia de Waiariki